# Йохан III Кемерер фон Вормс
Йохан III Кемерер фон Вормс (на немски: Johann Kämmerer von Worms-Waldeck-Dalberg; † 2 ноември 1350) е немски благородник от фамилията кемерер на Вормс, рицар, господар на имението Валдек и на замък Далберг при Бад Кройцнах. Наричан е „фон Валдек“.
Той е син на Герхард Камерариус († 8 януари 1297) и Мехтилд Фукс фон Рюдесхайм († 4 юни 1319), дъщеря на Гизелберт Фукс фон Рюдесхайм и Юта. Внук е на Герхард/Герардус Кемерер фон Вормс-Рюдесхайм († 1241/1251) и Беатрикс фон Рандек. Брат е на Герхард Кемерер фон Вормс († 1345).
През 1288 г. крал Рудолф I прави Йохан III бургман в Одернхайм.

## Фамилия
Йохан III Кемерер фон Вормс се жени пр. 29 юни 1302 г. за Юлиана Боос фон Валдек († сл. 1334), дъщеря на Винанд III фон Валдек († 1300) и Юта фон Шпигелберг († 1282). Те имат децата:
- Мехтилд/Матилда (* ок. 1303; † 1366), омъжена I. за Меркелин фон Кропсбург († 1345), II. Фридрих Грайфенклау цу Фолрадс († сл. 1368)
- Хенекин
- Винанд I Кемерер (* ок. 1302; † 2 март 1365, погребан в църквата „Св. Катарина“ в Опенхайм), женен 1330 г. за Демудис фон Бехтолсхайм († 29/30 май 1348, погребана в църквата „Св. Катарина“ в Опенхайм), дъщеря на Петер фон Бехтолсхайм († сл. 1342) и Демудис фон Левенщайн († сл. 1342).
- Дитер I/II Кемерер фон Вормс († 23 юли 1371), женен сл. 1334 г. за Катарина фон Шарфенщайн († 1351), дъщеря на Клаус фон Шарфенщайн и Неза Залман цум Зилберберг
- Юлиана († 1351 от чума), монахиня в манастир Мария Химелскрон от 1334
- Анна († 1351 от чума), доминиканка в манастир Мария Химелскрон от 1334
- Бицелин († 1351 от чума), монахиня в манастир Мария Химелскрон от 1334
- Агнес (* ок. 1310), омъжена за Хайлман фон Бомерсхайм
- Елза, омъжена вер. 1374 г. за Хайнрих Ботендал фон Трехтингсхаузен
- Герхард VI (* ок. 1305; † 21 януари 1352), женен за Грета или Маргарета фон Далберг

Йохан III Кемерер фон Вормс се жени втори път за Фурдерер фон Енцберг. Бракът е бездетен.